# Voldemaras Novickis
Voldemaras Novickis, né le 22 février 1956 et mort le 31 janvier 2022 à Kaunas, est un ancien joueur soviétique puis lituanien de handball.
Avec la sélection nationale soviétique, il est notamment champion du monde en 1982 et champion olympique en 1988.

## Palmarès de joueur

### Sélection nationale
- Jeux olympiques[2]
  -  Médaille d'or aux Jeux olympiques de 1988 à Séoul,  Corée du Sud
  -  Médaille d'argent aux Jeux olympiques de 1980 à Moscou,  Union soviétique

- Championnats du monde
  -  Médaille d'or au Championnat du monde 1982

- Autres
  -  Médaille d'or au Championnat du monde junior en 1977
  - Vainqueur de la Supercoupe des nations en 1985 (de)
  - Vainqueur du Championnat du monde B 1987

### En club
Compétitions internationales
- Vainqueur de la Coupe de l'IHF (C3) (1) : 1987
  - Finaliste en 1988

Compétitions nationales
- Vainqueur du Championnat de Lituanie (3) : 1991, 1992, 1993
- Deuxième du Championnat d'Union soviétique en 1981, 1985

### Entraîneur
- Vainqueur du Championnat de Lituanie (14) : 1994, 1995, 1996, 1997, 1998, 1999, 2000, 2001, 2002, 2003, 2004, 2005, 2008, 2009
- 10e du Championnat du monde 1997
- 9e du Championnat d'Europe 1998